# 堤かなめ
堤 かなめ（つつみ かなめ、1960年10月27日 - ）は、日本の政治家。文学修士（九州大学文修第1096号）。旧姓は「吉田」。衆議院議員（2期）、福岡県議会議員（3期）を務めた。

## 来歴
福岡県太宰府市出身。出生時の名前は「吉田要」。大野城市立大野南小学校、大野城市立大野中学校、福岡県立筑紫丘高等学校卒業。1983年3月、九州大学文学部英語学英文学専攻卒業（文学士）。同年4月、国際電信電話（現・KDDI）に就職し、1988年4月に退職。

### 社会学院生・大学講師時代
同年5月から学び直しとして、1989年3月まで九州大学大学院文学研究科社会学専攻聴講生。同年4月から九州大学大学院文学研究科社会学専攻修士課程に入学し、1991年3月に修士課程を修了。最終学歴は文学修士（九州大学文修第1096号）。同年4月：九州大学大学院文学研究科社会学専攻博士課程に進学したが、文学博士は取得せず1993年3月まで通った。1990年の大学院生である30歳のとき、高校時代のバスケット部の1歳年下の後輩と結婚。1993年4月に、九州国際大学講師となり、1998年4月に助教授、2001年4月に教授へ昇格。1995年、スウェーデンのカロリンスカ研究所にて客員研究員。2002年、イギリスのサリー・ローハンプトン大学にて客員教授。2005年から2008年にかけて九州女子大学教授を務めた。大学では主にジェンダー問題の専門家として研究に携わり、1997年に虐待を受けた子どもや女性を支援するNPO法人「アジア女性センター」を設立。2000年4月にNPO法人「福岡ジェンダー研究所」を設立した。

### 政界進出
2010年7月の第22回参議院議員通常選挙に、福岡県選挙区（当時の改選数2）から無所属（民主党・社民党推薦）で立候補するも落選。4番目の得票数であった。
県議会議員
2011年4月の福岡県議会議員選挙に博多区選挙区（定数3）から民主党公認で立候補し初当選した。2019年の県議選は旧立憲民主党公認で立候補し3選。
国会議員
2021年4月2日、立憲民主党が次期衆院選に向け、福岡5区に堤を擁立する方向で最終調整していることが報じられた。4月17日に福岡県春日市で記者会見し、正式な出馬表明と共に、ジェンダー平等の実現を訴えた。
10月13日、日本共産党は立憲民主党と競合する22の選挙区で候補者を取り下げる方針を発表。福岡5区では前筑紫野市議会議員の古賀新悟の擁立を予定していたが、古賀は立候補を見送り、野党の候補者一本化が実現した。社民党県連合も堤の推薦を決定した。
同年10月31日の第49回衆議院議員総選挙に立憲民主党公認・野党統一候補として立候補。5区では自民党県議や市町村議の約9割が支持していた、県農政連など有力な支援団体の推薦も広がっていた栗原渉を除籍を盾に同月16日に出馬を断念させ、自民党公認として立候補した現職で77歳の原田義昭との一騎打ちを制し、61歳で初当選した。原田は自民党の73歳定年制で比例重複立候補は出来なかったため議席を失った。福岡県内の小選挙区では、73歳以上の自民党公認候補は4人いたが、麻生太郎以外の3人は落選した。福岡5区の原田義昭だけでなく、福岡9区の74歳の三原朝彦と福岡10区の73歳の山本幸三も自民党の73歳以上比例重複立候補禁止ルールで議席を失った。福岡県内の小選挙区で自民党公認候補に勝利した対立候補の年齢は、61歳、48歳、48歳であった。
枝野幸男代表の辞任に伴う、立憲民主党の代表選挙（11月30日実施）では逢坂誠二の推薦人に名を連ねた。
2024年9月23日に実施された代表選挙では野田佳彦の推薦人に名を連ねた。
同年10月27日の第50回衆議院議員総選挙では、自民党公認で立候補した栗原に敗れ、立憲民主党が4議席を確保した比例九州ブロックで惜敗率4番目であったため比例復活で再選。
福岡県大野城市長選
2025年7月5日、同年9月7日投開票の福岡県大野城市市長選挙に立候補する意向を固めたことが報じられた。8月2日の党福岡県連常任幹事会で市長選立候補のため、党を離党して第218回国会会期末に議員辞職願を提出する意向を示した。会期末となる同月5日、額賀福志郎衆議院議長宛に議員辞職願を提出し、同日、議員辞職が許可された。これにより中央選挙管理会は8月20日に開催した選挙会にて、欠員補充として比例九州ブロックから次点者の丸尾圭祐（福岡1区重複立候補）の繰上当選を決定した。

## 政策・主張

### 憲法
- 憲法改正について、2021年のアンケートで「反対」と回答[28]。
- 憲法9条への自衛隊の明記について、2021年のアンケートで「反対」と回答[29]。
- 憲法を改正し緊急事態条項を設けることについて、2021年の毎日新聞社のアンケートで「反対」と回答[30]。

### 外交・安全保障
- 「他国からの攻撃が予想される場合には敵基地攻撃もためらうべきではない」との問題提起に対し、2021年のアンケートで「反対」と回答[28]。
- 「北朝鮮に対しては対話よりも圧力を優先すべきだ」との問題提起に対し、2021年のアンケートで「どちらかといえば反対」と回答[28]。
- 沖縄県宜野湾市の米軍普天間飛行場の名護市辺野古への移設計画について、2021年の毎日新聞社のアンケートで「政府は埋め立てを即中止すべきだ」と回答[30]。
- 経済的、軍事的に存在感を増す中国との外交関係について、2021年の毎日新聞社のアンケートで「より柔軟な態度で臨む」と回答[30]。
- 徴用工訴訟などの歴史問題をめぐる日韓の関係悪化についてどう考えるかとの問いに対し、2021年の毎日新聞社のアンケートで「より柔軟な態度で臨む」と回答[30]。

### ジェンダー
- 選択的夫婦別姓制度の導入について、2021年のアンケートで「賛成」と回答[28]。
- 同性婚を可能とする法改正について、2021年のアンケートで「賛成」と回答[28]。
- 「LGBTなど性的少数者をめぐる理解増進法案を早期に成立させるべきか」との問題提起に対し、2021年のアンケートで「賛成」と回答[28]。
- クオータ制の導入について、2021年のアンケートで「賛成」と回答[29]。
- 2022年5月25日、超党派議員によるAV出演被害防止・救済法の審議において、同じく立憲民主党所属の提案者の森山浩行に「政党として性行為を伴うAV禁止の法律を別途検討していくことは可能か」と聞いた。提案者（立民の森山浩行）は「性行為AVの禁止を決めることはこの法律を妨げない。本法（被害防止・救済法案）成立後の議論、支援団体の方々とともに議論をしながら検討は可能だ」と答弁した。また、「映画やテレビで殺人のシーンがあったとしても、それはあくまでも演技であって、実際に撮影の際に人を殺すことはありません。しかしながら、性交については、演技ではなく、実際に撮影現場で行われることもあると聞いております。この場合、妊娠や性感染症、うつやPTSDなどの危険性がございます。また、撮影現場で暴行、凌辱行為など、個人の尊厳や人権、とりわけ若者や女性の尊厳や人権を踏みにじる行為が行われた場合、心身の安全や健康に影響を及ぼすことになりかねません。」と表明した[31]。

### その他
- 新型コロナウイルス対策として、消費税率の一時的な引き下げは「必要」と回答[29]。
- 高校、大学の無償化について所得制限をなくすことについて、2021年のアンケートで「賛成」と回答[30]。
- 「原子力発電への依存度について今後どうするべきか」との問題提起に対し、2021年のアンケートで「ゼロにすべき」と回答[29]。
- 日本の核武装について、2021年のアンケートで「将来にわたって検討すべきではない」と回答[30]。
- 森友学園への国有地売却をめぐる公文書改竄問題で、2021年5月6日、国は「赤木ファイル」の存在を初めて認めた[32]。しかし5月13日、菅義偉首相はファイルの存在を踏まえた再調査を行わない考えを報道各社に書面で示した[33]。9月の自民党総裁選挙で総裁に選出された岸田文雄も10月11日、衆議院本会議の代表質問で再調査の実施を否定した[34]。国の対応をどう考えるかとの同年の毎日新聞社のアンケートに対し「さらに調査や説明をすべきだ」と回答[30]。

## 所属団体・役職
- 下関北九州道路整備促進期成同盟会（顧問）[35]

## 選挙歴
| 当落 | 選挙                     | 執行日         | 年齢 | 選挙区             | 政党       | 得票数     | 得票率 | 定数 | 得票順位 /候補者数 | 政党内比例順位 /政党当選者数 |
| ---- | ------------------------ | -------------- | ---- | ------------------ | ---------- | ---------- | ------ | ---- | ------------------ | ---------------------------- |
| 落   | 第22回参議院議員通常選挙 | 2010年07月11日 | 49   | 福岡県選挙区       | 無所属     | 17万6149票 | 8.02%  | 2    | 4/7                | /                            |
| 当   | 2011年福岡県議会議員選挙 | 2011年4月10日  | 50   | 福岡市博多区選挙区 | 民主党     | 1万1484票  | 18.90% | 3    | 3/5                | /                            |
| 当   | 2015年福岡県議会議員選挙 | 2015年4月12日  | 54   | 福岡市博多区選挙区 | 民主党     | 9492票     | 16.57% | 3    | 3/5                | /                            |
| 当   | 2019年福岡県議会議員選挙 | 2019年4月7日   | 58   | 福岡市博多区選挙区 | 立憲民主党 | ーー票     | ーー   | 3    | /3                 | /                            |
| 当   | 第49回衆議院議員総選挙   | 2021年10月31日 | 61   | 福岡県第5区        | 立憲民主党 | 12万5315票 | 53.09% | 1    | 1/2                | /                            |
| 比当 | 第50回衆議院議員総選挙   | 2024年10月27日 | 64   | 福岡県第5区        | 立憲民主党 | 8万3588票  | 33.95% | 1    | 2/5                | 4/4                          |